# VdB 48
vdB 48 è una nebulosa a riflessione visibile nella costellazione di Orione.
Si individua circa 2° in direzione NNE rispetto alla brillante stella Alnilam, l'astro centrale del ben noto asterismo della Cintura di Orione; si presenta come una nube allungata in senso est-ovest con sovrapposte delle stelle di classe spettrale B allineate nello stesso senso, che imprimono ai gas un intenso colore bluastro. La principale fonte di illuminazione proviene dalle stelle HD 37370 e HD 37371, la cui distanza, derivata dalla determinazione della parallasse, di circa 740 anni luce le colloca in primo piano rispetto alla regione di Alnilam, la quale non concorrerebbe dunque all'illuminazione dei gas della nebulosa.
 La regione è particolarmente ricca di nebulose a riflessione, collocate in massima parte nella regione di Alnilam, che si sovrappongono ad altre regioni nebulose illuminate facenti però parte del Complesso nebuloso molecolare di Orione; appartenenti a queste regioni vi sono tre tipi di nebulose: a riflessione, regioni H II luminose e dai confini netti, e densi globuli dall'aspetto cometario, posti sui bordi delle regioni H II, in cui ha luogo la formazione stellare.